# AKS Chorzów
El Amatorski Klub Sportowy Wyzwolenie Chorzów (en español: Club Deportivo Amateur Liberación de Chorzów), conocido simplemente como AKS Chorzów, es una entidad polideportiva de Polonia, con sede en la ciudad de Chorzów, en Polonia. Es uno de los clubes más antiguos de Alta Silesia, y destaca su equipo de fútbol y de balonmano.

## Historia
Los orígenes del club se remontan a cuando los alemanes fundaron el VfR Königshütte el 22 de agosto de 1910, cuando Chorzów (por aquel entonces llamada Königshütte) pertenecía a Alemania. Posteriormente, la región pasó a formar parte de Polonia y el club fue renombrado como Amatorski Klub Sportowy Chorzów.
En 1927, AKS fue el propietario de una de las instalaciones deportivas más modernas de Polonia. Compartieron el estadio con un equipo que más tarde se convertiría en uno de los mejores clubes de todo el país: el Ruch Chorzów.
Diez años después, en 1937, consiguió ascender a la máxima categoría futbolística del país; la Ekstraklasa. Al año siguiente, terminaron como subcampeones y Jerzy Wostal fue el máximo goleador de la liga con 12 goles. Tal fue la popularidad del equipo, que antes de estallido de la Segunda Guerra Mundial, el AKS Chorzów contaba con más de diez equipos canteranos y juveniles, y una sección de balonmano y baloncesto, más que ningún otro club de la Segunda República Polaca.
Cuando se inició la Segunda Guerra Mundial, Alemania ocupó la mitad occidental de Polonia. AKS pasó a llamarse Fussball Verein Germania Königshütte y en 1940 se unieron a la Gauliga Schlesien, la máxima categoría en la Alemania Nazi, donde obtuvieron buenos resultados, quedando subcampeones en 1941. El club ganó la liga en 1942, 1943 y 1944, y llegó a pasar las eliminatorias de la Copa de Alemania.
Después de la guerra, el club volvió a tomar su nombre polaco y siguieron siendo una de las principales potencias del país, obteniendo el tercer puesto en 1946 y 1947. El club fue relegado y tuvo que jugar varios años en la I Liga, la segunda división del país. En 1958 fue eliminado de la competición y llevado a las categorías regionales debido a su relación con la Alemania nazi, y poco a poco el AKS Chorzów desapareció.
En la actualidad, y tras haber sido refundado varias veces, el AKS Chorzów juega en la IV Liga, y ha recibido el mote de los Zielone Koniczynki (Los tréboles verdes) por los colores del equipo: verde y blanco.